# Мухаммед-бек Устаджлы
Мухаммед-бек Устаджлы (азерб. Xanməhəmməd bəy Ustaclı; ум. 23 августа 1514, Чалдыран, Азербайджанское бейлярбейство, Сефевидское государство) — военный и политический деятель Сефевидской империи, губернатор Диярбекира в 1506—1514 годах. Он сыграл ключевую роль в завоеваниях шаха Исмаила I в Малой Азии и Месопотамии.

## Биография
Мухаммед-бек родился в семье Мирза-бека Устаджлы. Имел трёх братьев: Улаш-бек, Эйваз-бек Гара-бек. Он был женат на одной из сестёр шаха Исмаила I. Когда Исмаил I вернулся в Хой в 1506 году, после нескольких стычек с Алауддовла Зулькадаром он назначил Мухаммед-бека Устаджлы новым губернатором Диярбекира. Примерно за два месяца до Чалдыранской битвы османский султан Селим I и его армия достигли города Сивас. Зная о массовом приближении, Мухаммед-хан Устаджлы во время отступления со своей резиденции губернатора в Диярбекире, опустошил этот район, что замедлило продвижение Османов на восток в последующие недели.
23 августа 1514 года, в день Чалдыранской битвы, Мухаммед-хан Устаджлы и Нурали Халифа были двумя сефевидскими полководцами, имевшими непосредственный опыт ведения войны с Османами. Они оба посоветовали атаковать сразу, чтобы помешать Османам занять свои надлежащие оборонительные позиции. Мухаммед-хан также советовал не атаковать в лоб из-за силы османской артиллерии. Однако этот совет был отвергнут как Дурмуш-ханом Шамлы, так и самим шахом. Дурмуш-хан, высокопоставленный член кызылбашей и видная фигура при дворе благодаря своим связям, грубо дал отпор Мухаммед-хану и Нурали Халифе. Дурмуш-хан считал «трусостью, вступать в бой с неподготовленным противником». Исмаил I решил поддержать предложение Дурмущ-хана Шамлы о нападении, и, таким образом, Османам было разрешено подготовить свою оборону на досуге. Это обошлось дорого, способствуя серьезному поражению Сефевидов при Чалдыране. Мухаммед-хан, командовавший левым крылом армии Сефевидов, был убит, а его люди были в замешательстве.